# Fort VIII der Festung Warschau

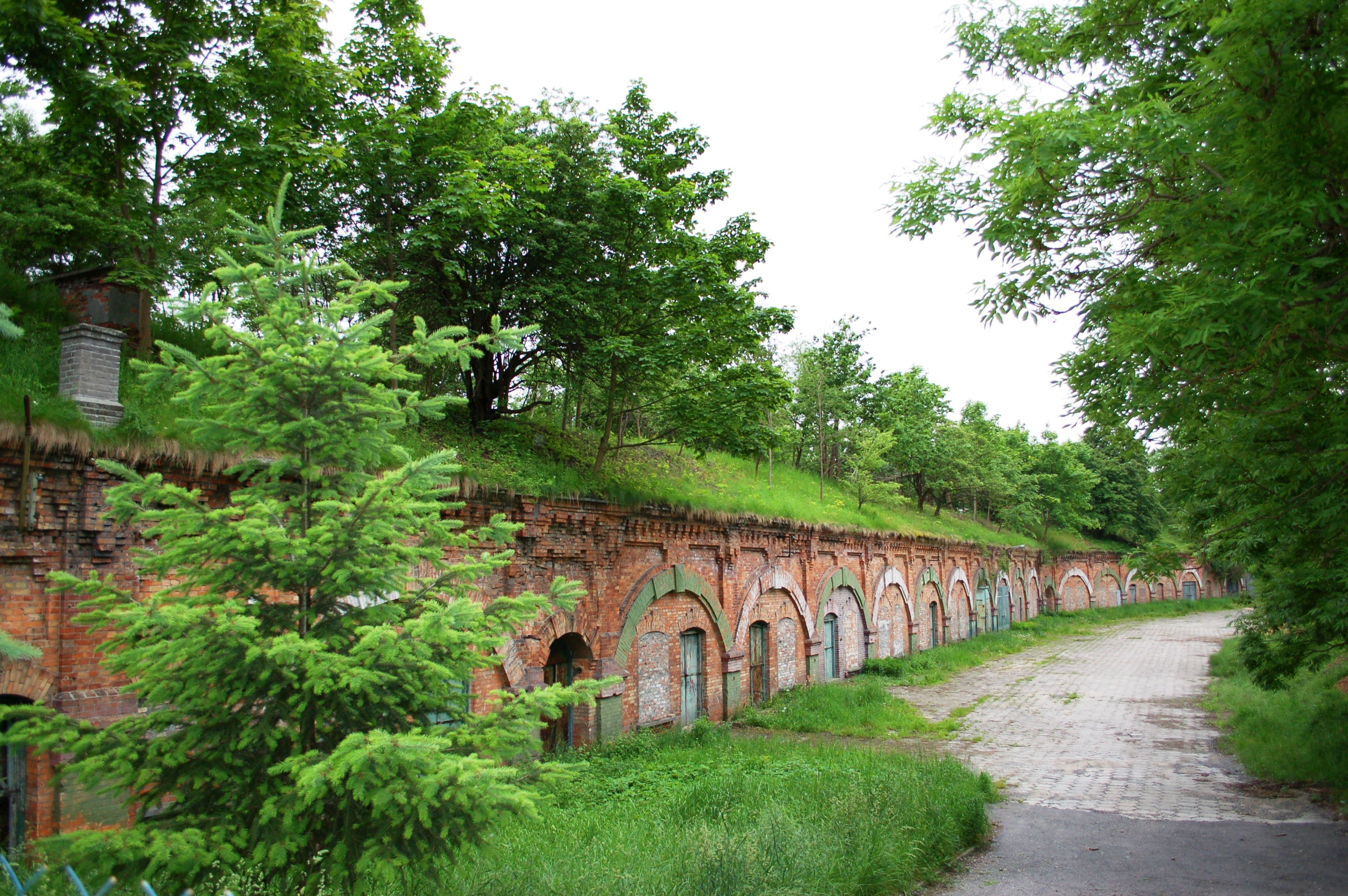
Kasematten vor Beginn der Bauarbeiten zur Neugestaltung des Areals im Sommer 2010

Das Fort VIII der Festung Warschau (auch Fort „Służew“ genannt) gehörte zum äußeren Verteidigungsgürtel der Warschauer Verteidigungsanlagen des 19. Jahrhunderts. Die teilweise erhaltenen Strukturen der Anlage stehen unter Denkmalschutz und sollen in einer zukünftigen Wohnbebauung des Terrains integriert werden.

## Lage
Die Reste des Forts VIII liegen im Warschauer Stadtteil Ursynów am Rande einer Anhöhe zwischen dem breiten Weichseltal und der schmaleren Niederung des Służewiecki-Baches. Die Höhe über Meeresspiegel beträgt hier 107 Meter. Die Anlage umfasste mit den Außenbereichen ursprünglich 26 Hektar und war mit der Front nach Süden ausgerichtet. In der Nähe verlief die Straße von der Ortschaft Służewiec (heute südlicher Teil des Stadtgebiets Mokotów) über Jeziorna nach Góra Kalwaria. Die Anlage ist an zwei Seiten von den Hauptverkehrsstraßen Rosoła und Dolina Służewiecka umgeben. An der ostwärtigen Flanke verläuft heute die Nowoursynowska-Straße und im Süden (ehemalige Esplanade) schließt sich das weiträumige Gelände der Warschauer Naturwissenschaftlichen Universität an.

## Geschichte
Das Fort wurde nach Plänen des Generals Edward Todtleben ab 1883 errichtet. Die letzten Arbeiten wurden erst 1889 abgeschlossen – zu einem Zeitpunkt, in dem die Befestigung bereits nicht mehr der weiterentwickelten Artillerietechnik (Brisanzgranaten) hätte standhalten können. Bereits ab 1891 erfolgten eine Modernisierung des Forts. Während des Baus wurden auch Versorgungstraßen in der Gegend angelegt. Fort VIII war die südlichste Verteidigungsstellung Warschaus. Die anschließenden Forts waren im Westen das kleinere Hilfsfort VIIA „Służewiec“ und im Nordosten das Fort IX „Czerniaków“.
Fort VIII hat die in Warschau übliche fünfeckige Form eines Artillerieforts und verfügte zunächst über zwei Wälle – für Infanterie und Artillerie – sowie einen trockenen Graben. Es gab Stirn- und Schulterkaponnieren. Später wurde ein Wall zurückgebaut. Die bis 1909 stattfindenden Modernisierungen betrafen eine zusätzliche Verstärkung der Ziegeldecken von Festungsbauteilen mit Betonüberzug. Es entstanden auch weitere Unterkünfte und Stallungen. Holzgebäude des Forts trugen russische Verzierungen. Das letzte dieser Holzgebäude wurde erst 1990 abgerissen. Im Rahmen der 1909 beschlossenen Schleifung der Warschauer Festungsanlagen wurden 1913 die Kaponnieren gesprengt. Zu weiteren Zerstörungen kam es – außer der Entwaffnung – nicht. Der Graben wurde im Laufe der Jahre verfüllt.

### Zweiter Weltkrieg
Im September 1939 spielte das Fort keine Rolle bei der Verteidigung der Stadt. Es wurde nach der Einnahme der Stadt von deutschen Truppen besetzt, die hier vermutlich Pferdestallungen unterhielt. Nach dem Zweiten Weltkrieg wurde das Fort von der polnischen Armee übernommen und bis 1990 genutzt. Es entstanden auch noch neue Nutzgebäude. An Stelle der in den 1940er Jahren errichteten Stallungen zwischen Wall und Kaserne wurden in den 1980er Jahren Reihenhäuser für 32 Soldatenfamilien errichtet. Zeitgleich wurden die letzten Rampen und Artilleriefeuerstellungen entfernt.
Im Westen, Süden und Osten der Außenbereiche des Forts entstanden Schrebergartensiedlungen. Erwa im Jahr 2005 wurde im nordostwärtigen Bereich des dort nicht mehr vorhandenen Walles begonnen, eine Spassbad-Anlage zu errichten. Aus unbekannten Gründen wurde der Bau ein Jahr später kurz vor Vollendung eingestellt. Vom Fort erhalten ist die Kaserne (lange als Garage der Anwohner genutzt), Ruinen der gesprengten Kaponnieren, unterirdische Kühlraume sowie teilzerstörte, ungewöhnlich großzügige Bauten im mittleren Kehlbereich des Forts.

## Verkauf und Neubaupläne
Im Jahr 2006 erwarb die polnische Tochtergesellschaft Turret der US-amerikanischen Alter Group von Michael Alter den Großteil der inneren Fortanlagen sowie den hinteren Außenbereich von der polnischen Agentur für Militärimmobilien (Agencja Mienia Wojskowego). Die Immobilien-Entwicklungsgesellschaft plant die Bebauung des Geländes mit einer Wohnsiedlung bei gleichzeitiger Renovierung und Einbeziehung der noch vorhandenen Fortstrukturen. Der weitgehend aufgefüllte Graben soll wieder freigelegt werden. Die zu errichtenden Gebäude sollen neun (innerhalb) und vier Stockwerke (außerhalb des Forts) hoch sein.

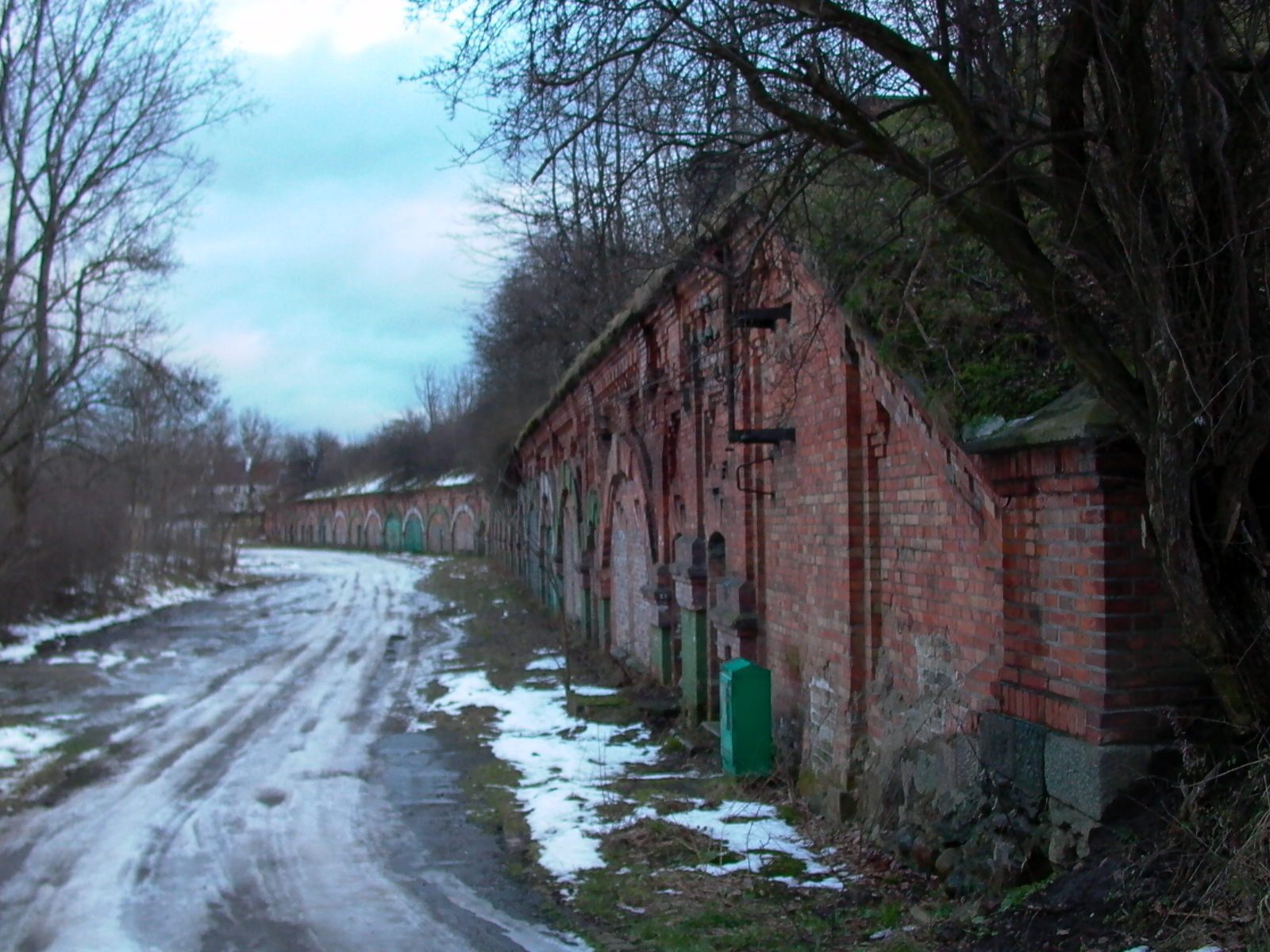
Kasematten aus westlicher Richtung
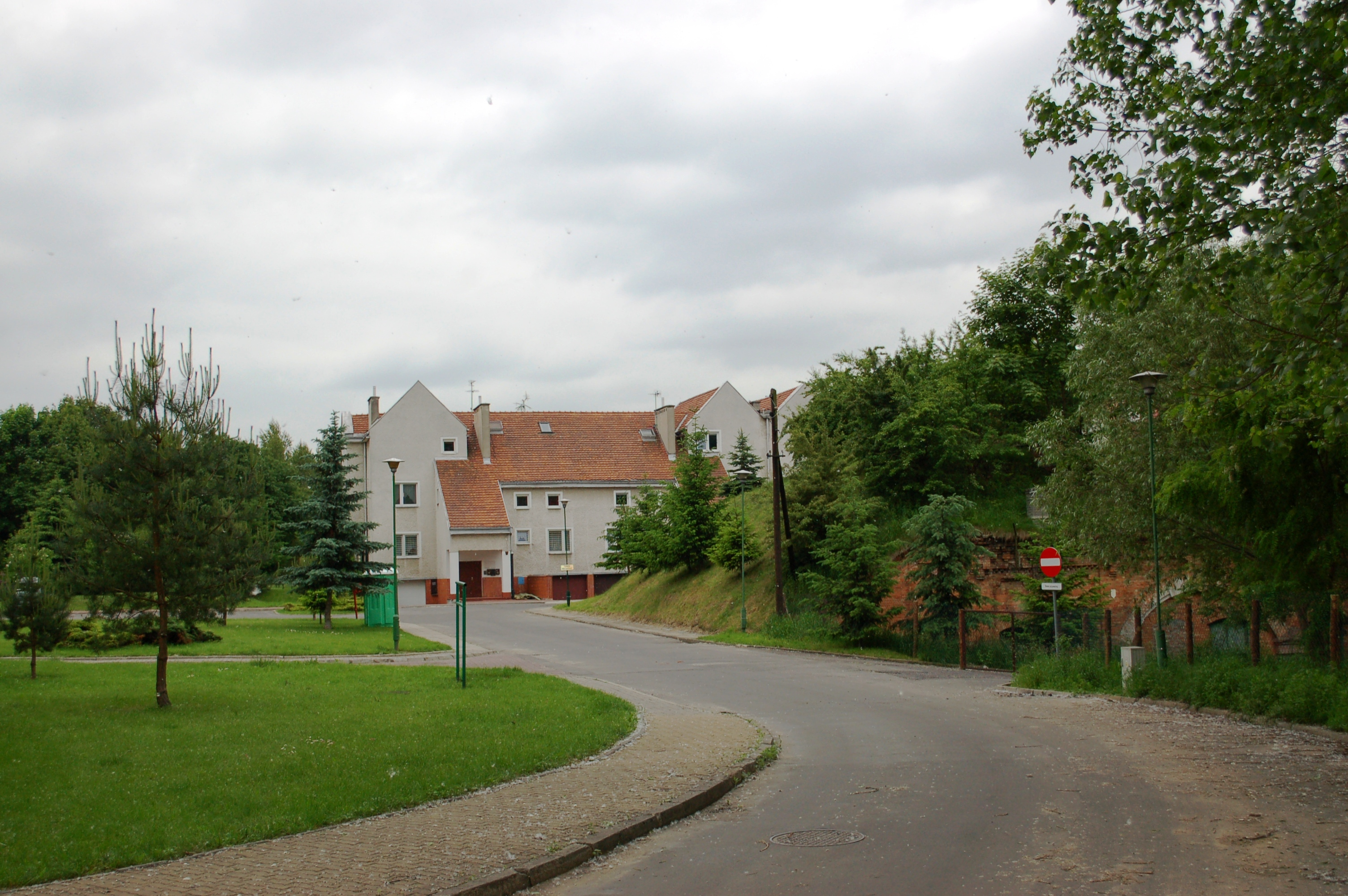
Nachkriegs-Offiziershäuser im Innenbereich
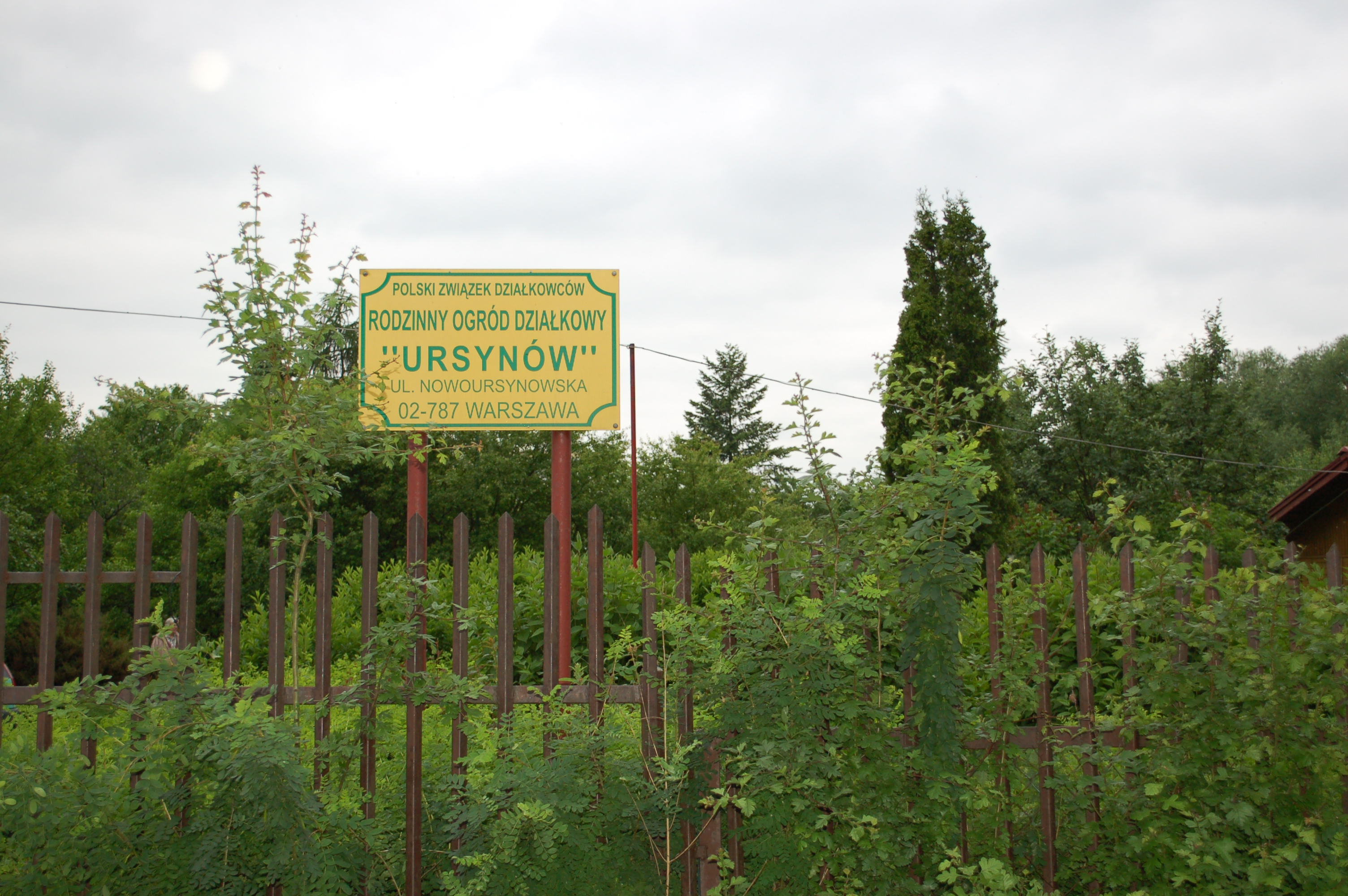
Schrebergartensiedlung auf dem ehemaligen Glacis
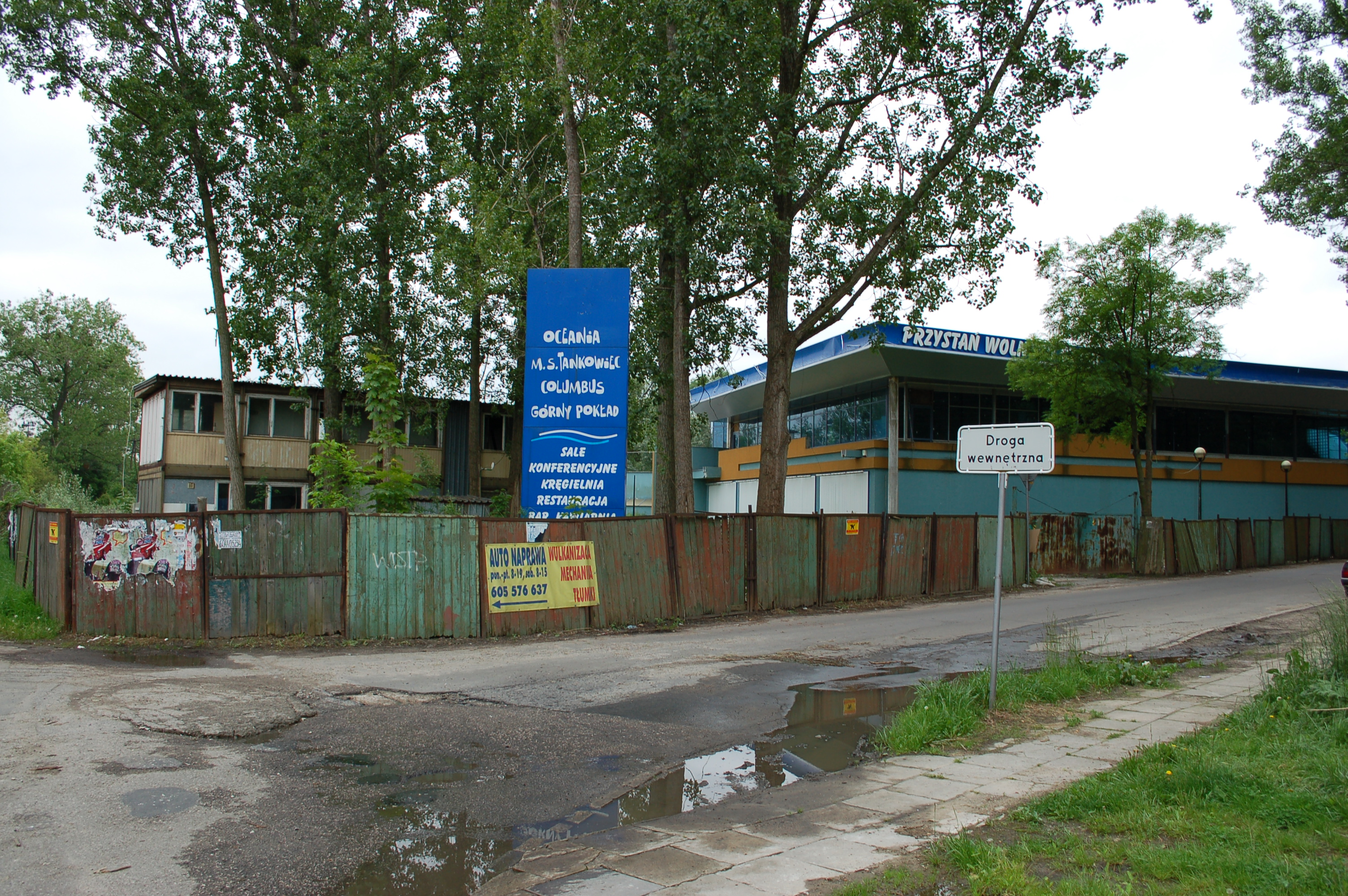
Investitionsruine eines Spassbades